# Marietta Holley
Pour les articles homonymes, voir Holley.
Marietta Holley, née le 16 juillet 1836 et morte le 1er mars 1926, est une humoriste américaine qui a utilisé la satire pour commenter la société américaine et la politique. Ses écrits ont souvent été comparés à ceux de Mark Twain et d’Edgar Nye. 

## Biographie
Marietta Holley est la plus jeune des sept enfants de Marie Tabor et John Milton. La famille vivait dans une petite ferme dans le lcomté de Jefferson (État de New York À 14 ans, elle quitte l’école afin de contribuer aux revenus de la famille en donnant des leçons de piano. À 17 ans, elle se convertit à la foi baptiste et rejoint l’église baptiste du village d’Adams. Son père meurt lorsqu'elle a 25 ans, et Marietta Holley prend alors en charge les soins de sa mère malade et de sa sœur. Après être devenue une romancière à succès, elle construit un manoir appelé « Bonnie View » à proximité du domicile de sa famille, à Pierrepont. Elle ne s'est jamais mariée. Elle est décédée en 1926, à l'âge de 89 ans. 

## Travail
Holley a bénéficié d'une carrière prolifique d'écriture et a été un best-seller auteur à la fin du 19e siècle, bien qu'elle a été largement oublié par le moment de sa mort. Ses premiers poèmes ont été publiés localement dans le journal Adams Journal, ce qui lui a valu des succès dans des périodiques plus importants comme Peterson's Magazine. En 1872, son premier roman, My Opinions and Betsey Bobbet' s, est publié par l'American Publishing Company. Entre 1873 et 1914, elle a écrit plus de 25 livres, dont un recueil de poèmes, deux dramatiques et un long poème. Parmi ses romans, il y avait une série de 10 livres qui décrivait en détail les voyages et la vie conjugale de Samantha et Josiah Allen pendant qu'ils voyagent à l'extérieur de la ville natale de Samantha, qui ressemblait à celle de Holley. Holley elle-même passa la plus grande partie de sa vie près de la ferme familiale; à part Saratoga et Coney Island, elle ne visita jamais les lieux où elle envoya ses protagonistes de fiction; elle dépendait plutôt des cartes, des guides et des descriptions pour obtenir les détails nécessaires.
De nombreux écrits de Holley ont en commun des thèmes sur la prohibition et les droits des femmes. De nombreux écrivains et suffragistes contemporains la tenaient en haute estime; ses amis célèbres comprenaient Susan B. Anthony, Twain et Clara Barton. Anthony lui demandait souvent de prononcer des discours lors de congrès sur le suffrage en raison de l'appui de Holley au suffrage féminin, mais elle refusait de se présenter en public.
Avec Frances Miriam Whitcher et Ann S. Stephens, Marietta Holley est considérée comme l'une des humoristes féminines les plus importantes des premières années d'Amérique.

## Publications

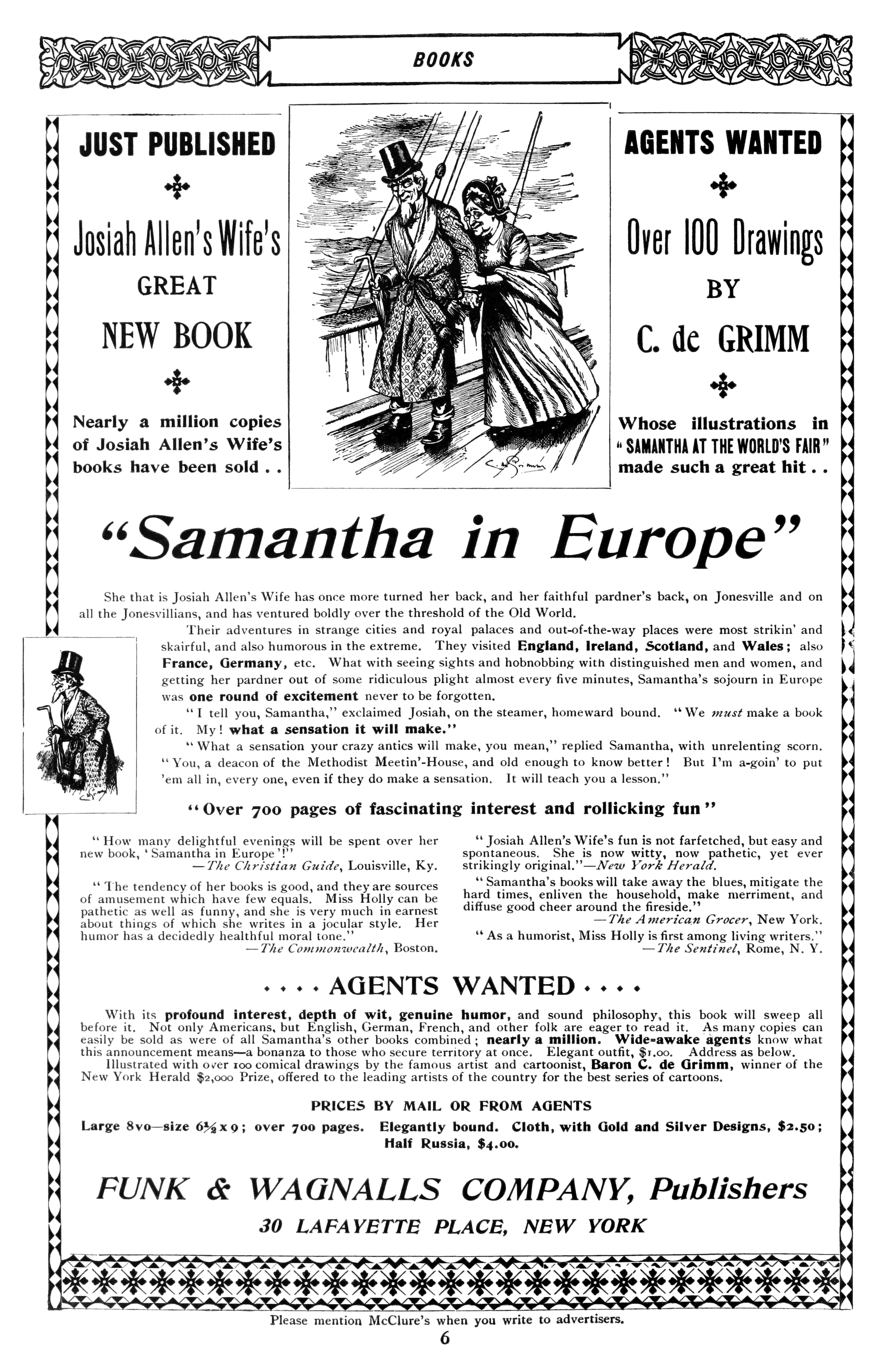
Annonce pour le roman Samantha en Europe, dans le numéro de janvier 1896 de McClure's Magazine

- ''My Opinions and Betsey Bobbet's: Designed as a Beacon Light, To guide Women to Life Liberty and the Pursuit of Happiness, But which May Be read by Members of the Sterner Sect, Without Injury to Themselves or The Book. Josiah Allen’s Wife.  Hartford Conn., : American Publishing Company, 1873, c. 1872
- Josiah Allen’s Wife as a P.A. and P.I.: Designed as a Bright and Shining Light, To Pierce the Fogs of Error and Injustice That Surround Society and Josiah, And to Bring More Clearly to View the Path That Leads Straight on to Virtue and Happiness. Josiah Allen’s Wife.  Hartford, Conn.: American Publishing Company, c. 1877
- Betsey Bobbet: A Drama. Adams, N.Y.: W. J. Allen, 1880
- The Lament of the Mormon Wife. Josiah Allen’s Wife. Hartford, Conn. : American Publishing Company, 1880
- My Wayward Pardner; or, My Trials with Josiah, America, the Widow Bump, and Etcetery. Josiah Allen’s Wife.  Hartford Conn., American Publishing Company, 1880
- Miss Richard’s Boy and Other Stories. Hartford, Ct.: American Publishing, 1883
- Sweet Cicely: Josiah Allen as a Politician. New York: Funk and Wagnalls, 1885
- Miss Jones' Quilting and Other Stories. New York: J.S. Ogilvie, 1887
- ''Poems. New York: Funk and Wagnalls, 1887
- Samantha at Saratoga or Flirtin’ with Fashion. Philadelphia: Hubbard Brothers, 1887
- Samantha Among the Brethren. New York: Funk and Wagnalls, 1890
- Samantha on the Race Problem. New York: Dodd, Mead, 1892; republished 1898 as Samantha Among the Colored Folks
- Tirzah Ann's Summer Trip and Other Sketches. New York: F. M. Lupton, 1892
- Samantha at the World’s Fair. New York: Funk and Wagnalls, 1893
- Widder Doodle’s Love Affair and Other Stories. New York: F. M. Lupton, 1893
- Josiah's Alarm and Abel Perry’s Funeral. Philadelphia: Lippincott, 1895
- Samantha in Europe. New York: Funk and Wagnalls, 1895
- Samantha at the St. Louis Exposition. New York: G. W. Dillingham, 1904
- Around the World With Josiah Allen’s Wife. New York: G. W. Dillingham, 1905
- Samantha Vs. Josiah: Being the Story of the Borrowed Automobile and What Became of It. New York: Funk and Wagnalls, 1906
- Samantha on Children’s Rights. New York: G. W. Dillingham, 1909
- Josiah’s Secret. Watertown, N.Y.: Hungerford-Holbrook, 1910
- How I Wrote My First Books. Harper’s Bazaar (September 1911)
- Samantha at Coney Island and a Thousand Other Islands. New York: Christian Herald, 1911
- Samantha on the Woman Question. New York:  Fleming H. Revell, 1913
- Josiah Allen on the Woman Question. New York: Fleming H. Revell, 1914
- What Is Behind Ouija? The World Magazine (27 June 1920): 5,13
- The Story of My Life, Published serially. Watertown Daily Times, Watertown, N.Y., 5 February to 9 April 1931